# Grensdalur
El Grensdalur  es un volcán de Islandia de unos 497 m de altitud.
Se encuentra ubicado en el este de la península de Reykjanes. Dado que las dos zonas geotérmicas pertenecientes a Grensdalur están ubicadas dentro de la ciudad de Hveragerdi, todo el sistema volcánico se denomina sistema Hveragerdi.
En el noroeste, Grensdalur se encuentra junto a los sistemas Hengill y Hroumundartindur, y es el más antiguo de los tres sistemas volcánicos. La última erupción ocurrió en el Pleistoceno.
La ciudad de Hveragerdi tiene un área geotérmica, que es una alternancia de áreas de alta y baja temperatura, con fumarolas, aguas termales, ollas de barro y un pequeño géiser llamado Grýla, que rara vez muestra actividad.
Desde los fuertes terremotos de 2008 que sacudieron el sur de Islandia, las áreas geotérmicas casi extintas en el noreste de la ciudad han reanudado la actividad. Las fuentes que se encuentran en las laderas del Monte Reykjafjall y en gran parte en el campo de una universidad agrícola se están volviendo cada vez más poderosas. La actividad también está aumentando en los valles adyacentes a Grensdalur.